# Get Up and Jump
Get Up and Jump è il primo singolo del gruppo statunitense Red Hot Chili Peppers, estratto dall'album The Red Hot Chili Peppers del 1984.

## La canzone
È la quarta traccia dell'album. Il titolo rispecchia contenuto e struttura della canzone, dal ritmo veloce e pulsante. Altro segno distintivo è il giro di basso di Flea, considerato uno dei più sofisticati.
Get Up and Jump fu la seconda canzone scritta dai Red Hot Chili Peppers, dopo Out in L.A. Entrambe furono suonate dal vivo nei primi concerti del gruppo, quando si chiamavano ancora Tony Flow and the Miraculously Majestic Masters of Mayhem e non avevano ancora un contratto discografico.
Il lato B del singolo è Baby Appeal.

## Tracce
Singolo 12" (1984)
1. Get Up and Jump (Dance Mix)
2. Baby Appeal (Club Mix)